# Fanagòria
Fanagòria (en grec antic: Φαναγορία, llatí: Phanagoria) era una ciutat del Bòsfor Cimmeri fundada com a colònia de Teos quan un grup de fugitius de Cir II el Gran dirigits per algú anomenat Fanàgoras van arribar allà.
Estava situada sobre una illa anomenada actualment Taman, formada per la principal branca del riu Kuban quan desemboca a la mar Negra, i una branca més petita que desaigua a la llacuna Meòtida. El llac format per la branca major abans que entri a la mar s'anomenava Corocondamites, segons Estrabó (actualment Kubanskoi Liman).
La ciutat es va convertir un gran empori comercial per on passaven totes les mercaderies de la llacuma Meòtida i els països del sud del Caucas. Els reis del Regne del Bòsfor, per la seva bona situació la van escollir com la seva capital a l'Àsia. Panticapea era la seva capital occidental, segons Estrabó i Esteve de Bizanci.
La ciutat es va revoltar contra Mitridates VI Eupator, cap al final de la Tercera Guerra Mitridàtica i poc abans de la seva mort, i els seus fills, que dominaven la ciutadella, es van haver de rendir als insurgents. Farnaces II la va assetjar i conquerir uns anys després, però va fer les paus amb els seus habitants i la va abandonar després de prendre alguns hostatges, segons diu Apià. La ciutat va seguir tenint una posició dominant a la zona fins que al segle iv va ser conquerida pels huns.
Al segle vi, la van ocupar les tribus de la rodalia i la van destruir. Uns segles després, els russos van fundar no gaire lluny una colònia que es va dir Tmutarakan, l'any 965.
L'edifici més notable de Fanagòria sembla que era un temple dedicat a Afrodita Apatura, perquè es deia que la deessa, durant la Gigantomàquia, quan els gegants la van atacar en aquest lloc, hi va convocar Hèracles en la seva ajuda per aconseguir matar-los, ja que només podien ser morts per la col·laboració d'un déu i un mortal. Sauròmates, un dels reis del Bòsfor, el va restaurar, segons diu una inscripció.

## Galeria

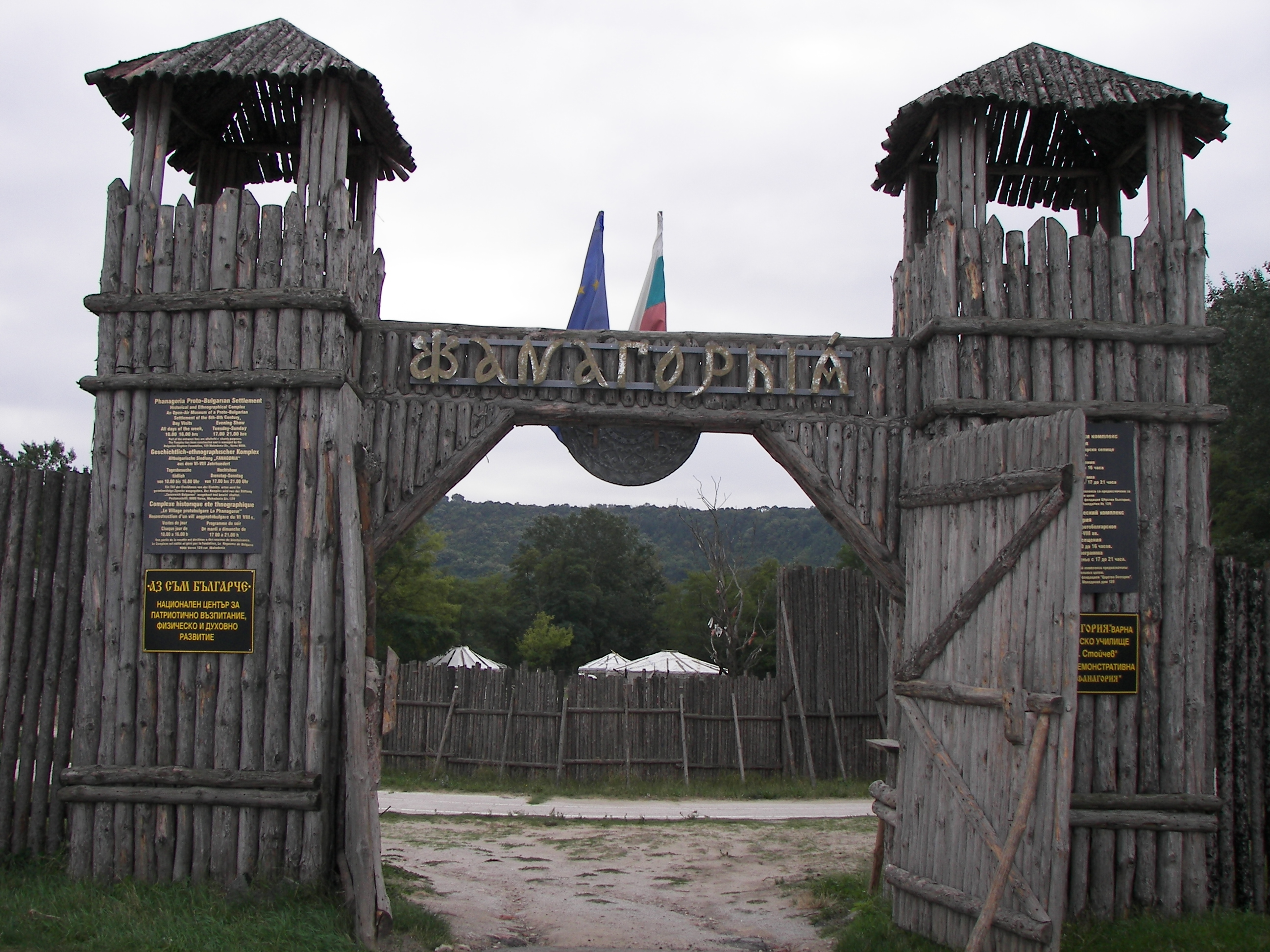
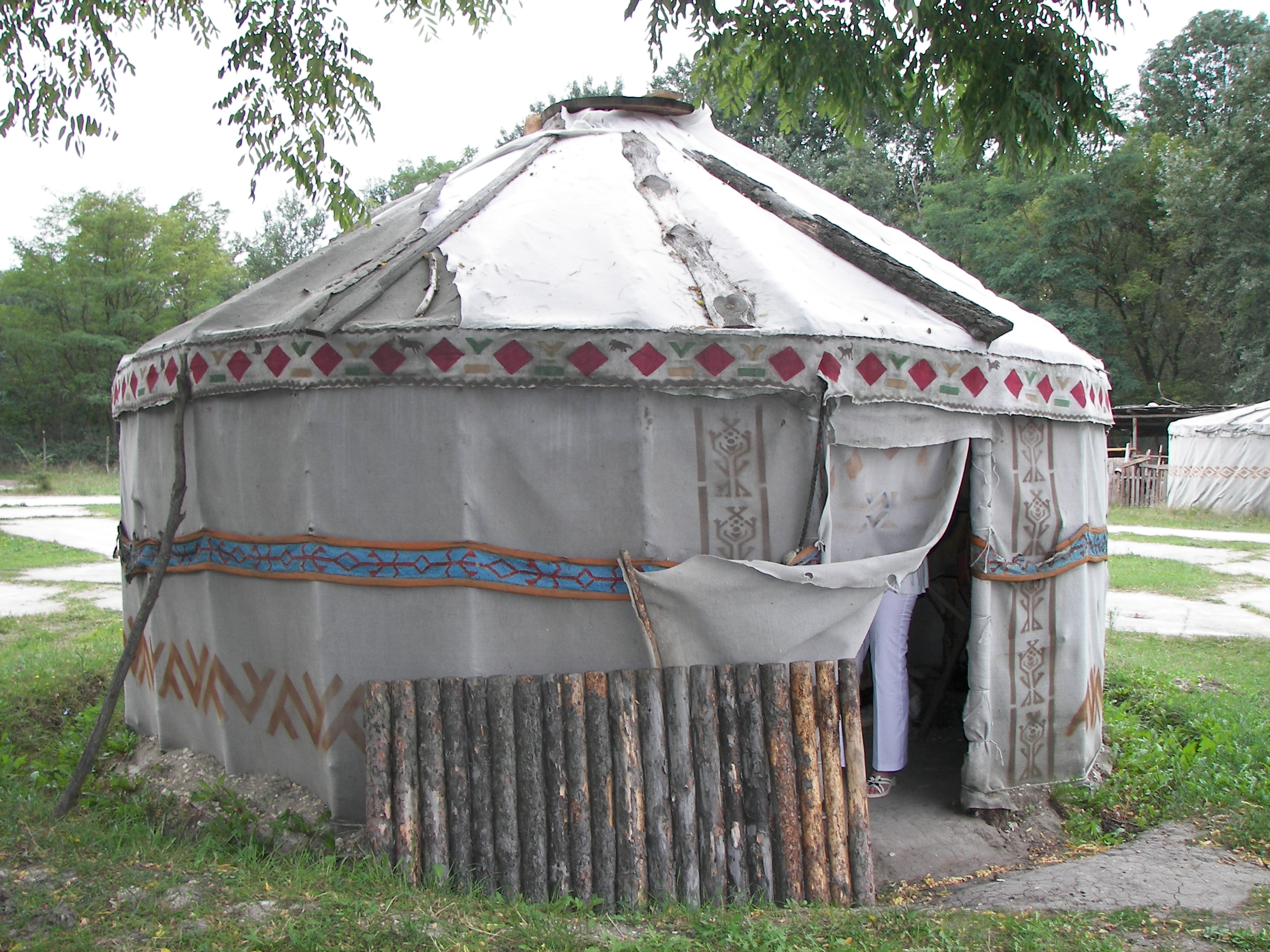
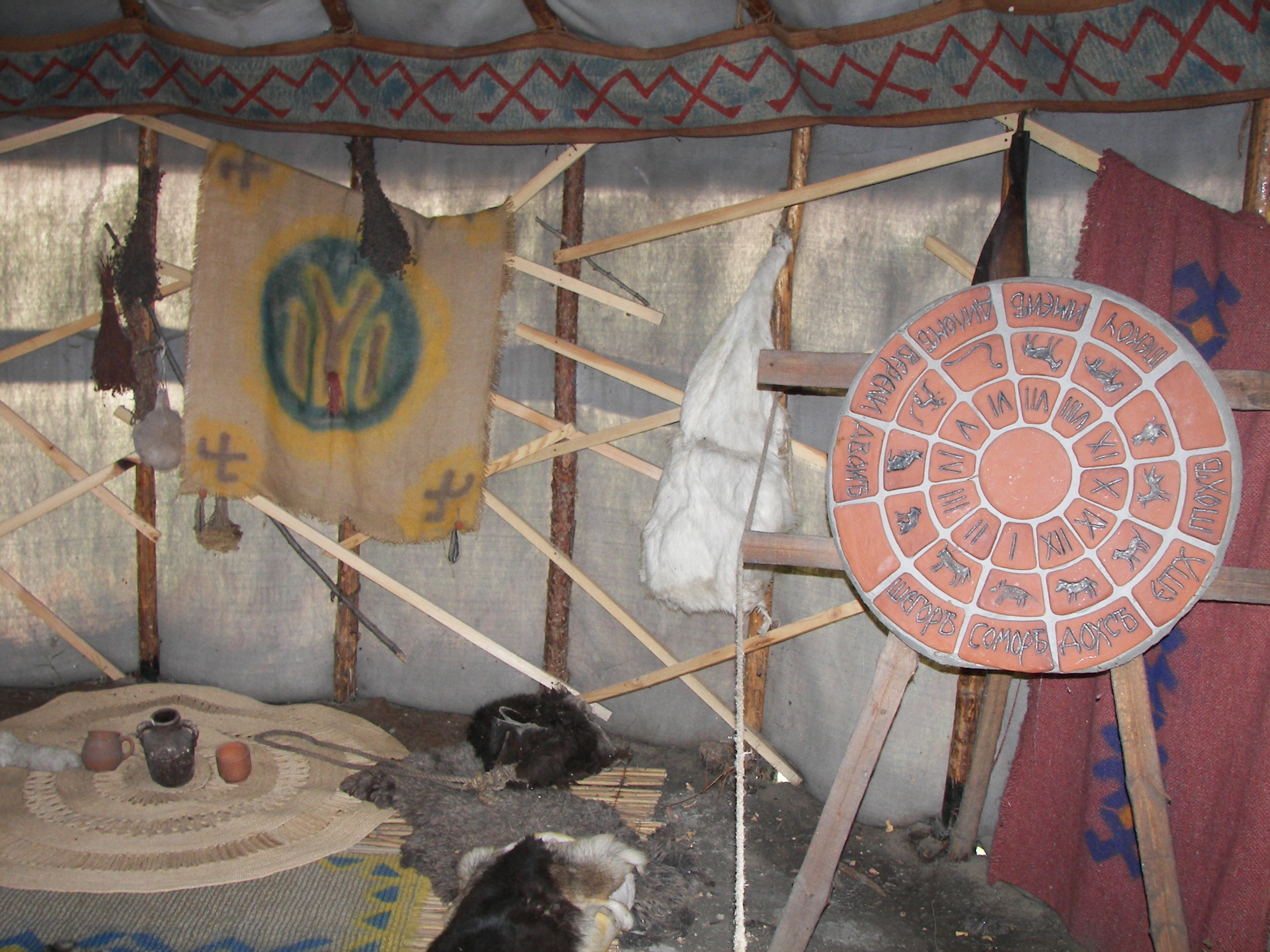
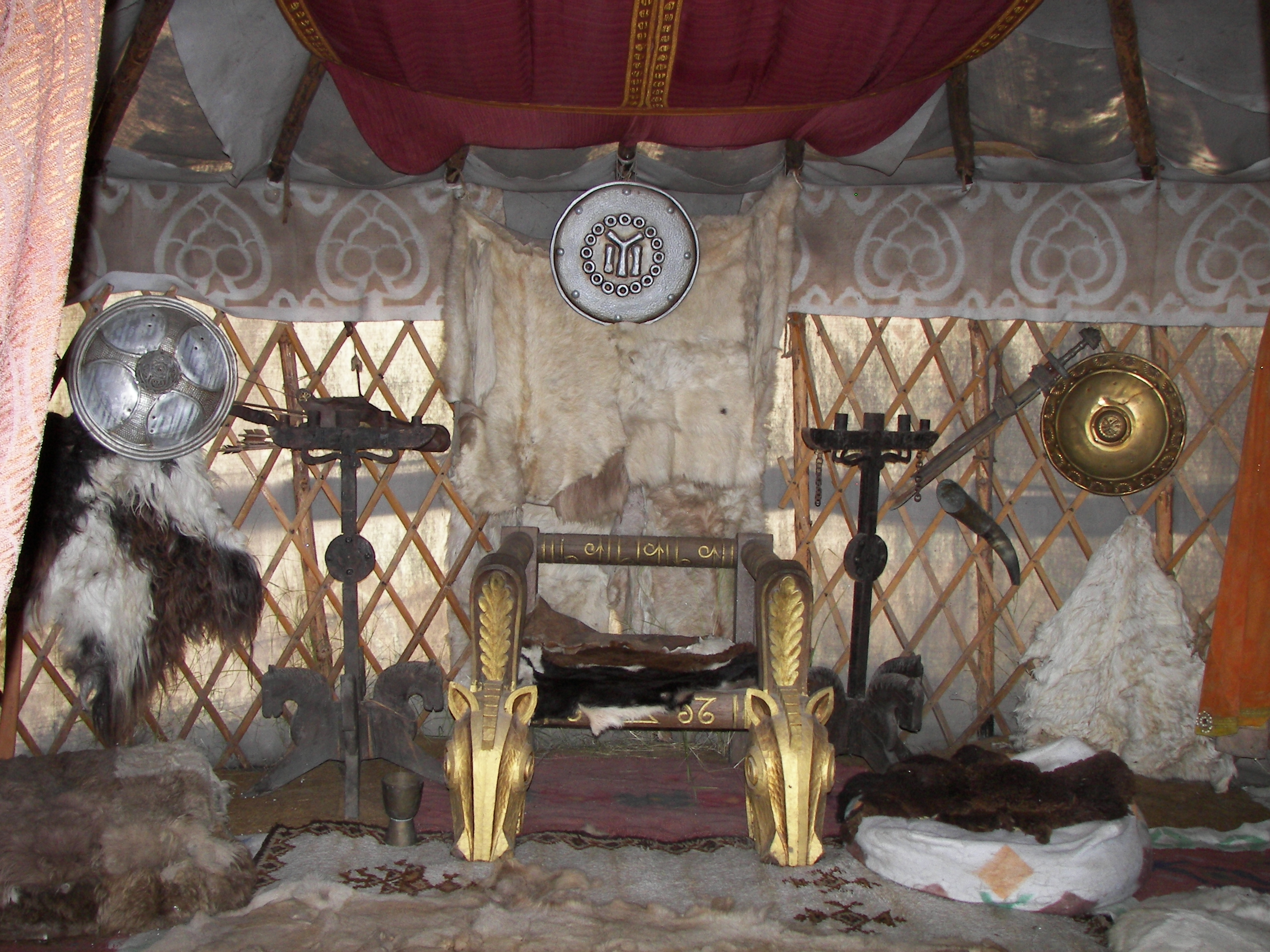